# Limbo (dans)

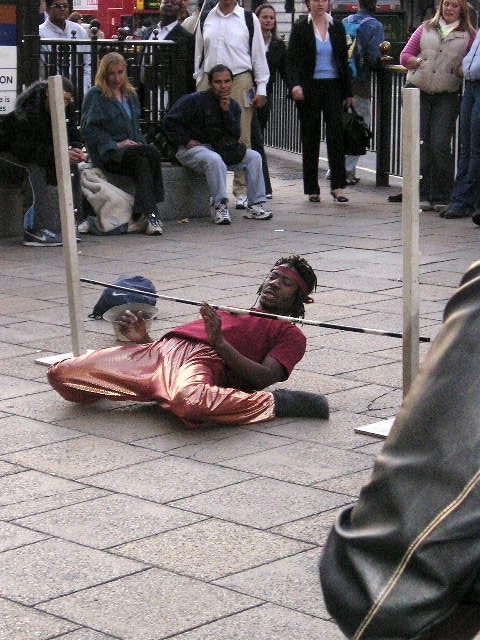
Limbodanser

De limbo is een acrobatische dans uit Trinidad waarbij de danser onder een laag hangende - soms brandende - stok door moet dansen. De danser mag zich niet bukken, maar moet achterover hangen. Als hem dat is gelukt, wordt de stok lager gehangen. 
De oorspronkelijke betekenis van de dans was dat het hielp om de ziel van een geliefde overledene te helpen om uit het voorgeborchte te ontsnappen. Limbo is de Spaanse vorm van limbus, een ander woord voor voorgeborchte. De rituele dans werd oorspronkelijk een week na een begrafenis gedanst. 